# Кенуорти, Гас
Гас Кенуорти (англ. Gus Kenworthy; род. 1 октября 1991[…], Челмсфорд) — американский и британский фристайлист, серебряный призёр Олимпийских игр 2014 года. До 2019 года выступал за сборную США, после чего сменил спортивное гражданство и стал представлять Великобританию.

## Биография

### Карьера
Кенуорти выиграл на Чемпионатах мира AFP общие титулы в 2011, 2012, и 2013.
В 2014 году Кенуорти завоевал серебряную медаль во время зимних Олимпийских игр в Сочи.
В 2019 принял участие в 9-м сезоне «Американской истории ужасов».

### Личная жизнь
Гас — открытый гей. Совершил каминг-аут 23 октября 2015 года. Атлет пояснил, что хотел совершить каминг-аут, будучи лучшим лыжником в мире, поэтому решился на признание только после того, как занял первую строчку рейтинга атлетов Американской ассоциации лыж и сноуборда (USSA).